# Tadeusz Semik
Tadeusz Franciszek Semik (ur. 26 sierpnia 1899 w Suchej Beskidzkiej, zm. 27 listopada 1978 tamże) – podpułkownik Wojska Polskiego.

## Życiorys
Ukończywszy gimnazjum i zdawszy maturę wstąpił 3 listopada 1918 jako ochotnik do Wojska Polskiego, gdzie otrzymał przydział do 12 Pułku Piechoty w Wadowicach. Wraz z tym oddziałem walczył w wojnie polsko-bolszewickiej.
Po zakończeniu wojny wstąpił do Szkoły Podchorążych Piechoty w Warszawie, którą ukończył 1. lipca 1921 i już w stopniu podporucznika skierowany został do 2. pułku piechoty Legionów, w którym służył w latach 1921–1927 na stanowisku dowódcy plutonu, a następnie kompanii.
Następnie w latach 1927–1931 pełnił służbę w batalionie manewrowym Centrum Wyszkolenia Piechoty w Rembertowie, 17. pułku piechoty w Rzeszowie od 1931 do 12 listopada 1935. 22 lutego 1934 został mianowany na stopień kapitana ze starszeństwem z 1 stycznia 1934 i 71. lokatą w korpusie oficerów piechoty. Później służył w batalionie KOP „Czortków” na stanowisku dowódcy 1. kompanii karabinów maszynowych do sierpnia 1939. Ukończył kurs dowódców batalionu 25. sierpnia 1939 i został skierowany do 1. Brygady Górskiej, której zadaniem była osłona wschodniego skrzydła Armii „Kraków”.
28. sierpnia 1939 sformował i objął dowództwo 151. kompanii fortecznej „Węgierska Górka”. Na jej czele, w czasie kampanii wrześniowej 1939 stoczył walkę pod Węgierską Górką. Zasłużył się wówczas niebywałą odwagą i umiejętnością korzystania ze swego talentu strzeleckiego. Z powodu niemożności dalszego stawiania oporu, pozbawiony łączności i pomocy z zewnątrz, poddał pozycję przeważającym siłom niemieckim. Ciężko ranny 3. września dostał się do niewoli, w której spędził resztę wojny. Przebywał w oflagach XA Itzehoe, XC Lubeka i IIC Woldenberg.
Po uwolnieniu 25. stycznia 1945 przez Armię Czerwoną wrócił do Polski i 1. maja 1945 zgłosił się do LWP, gdzie otrzymał przydział do 46. pułku piechoty 13. Dywizja Piechoty w Katowicach na stanowisko dowódcy batalionu. 15. listopada 1945 r. został dowódcą 48. Komendy Odcinka Prudnik, a następnie przez kilka lat już w stopniu  majora pełnił wiele funkcji w Katowickim Oddziale WOP nr 10. W 1948 został przeniesiony do rezerwy. W 1964 w uznaniu zasług został awansowany do stopnia podpułkownika. Zmarł 27. listopada 1978 w Suchej Beskidzkiej i tam też spoczywa.

## Ordery i Odznaczenia
- Krzyż Srebrny Orderu Virtuti Militari
- Złoty Krzyż Zasługi
- Srebrny Krzyż Zasługi – 1938 „za zasługi w służbie ochrony pogranicza”[6]
- Medal Zwycięstwa i Wolności 1945
- Medal Dziesięciolecia Odzyskanej Niepodległości
- Medal Pamiątkowy za Wojnę 1918–1921
- Odznaka za Rany i Kontuzje